# Iphimedia minuta
Iphimedia minuta är en kräftdjursart som beskrevs av Georg Ossian Sars 1882. Iphimedia minuta ingår i släktet Iphimedia och familjen Iphimediidae. Arten är reproducerande i Sverige. Inga underarter finns listade i Catalogue of Life.